# Lista de peixes da Ilha de Páscoa
A Ilha de Páscoa (Rapa-nui) é uma ilha que possui endemismo de vida marinha.
Veja a seguir uma lista de identificação de espécies de peixes catalogados na Ilha de Páscoa (Rapa-nui) em uma tabela.
| Ordem             | Família        | Espécie                    | Ocorrência | Nome em Inglês                   | Nome em Portugês BR & PT                                                     | Nome local     | Foto |
| ----------------- | -------------- | -------------------------- | ---------- | -------------------------------- | ---------------------------------------------------------------------------- | -------------- | ---- |
| Perciformes       | Pomacentridae  | Abudefduf sexfasciatus     | nativo     | Scissortail sergeant             | Sargentinho de cauda afiada (BR) & Castanheta-das-rochas-de-rabo-afiado (PT) | ---            |      |
| Perciformes       | Serranidae     | Acanthistius fuscus        | nativo     | Rapanui seabass                  | Garoupa da Ilha de Páscoa (BR) & Cherne-chileno (PT)                         | Kōpuku mangaro |      |
| Perciformes       | Acanthuridae   | Acanthurus leucopareius    | nativo     | Whitebar surgeonfish             | Peixe-cirurgião de listra-branca (BR & PT)                                   | Ma'ito         |      |
| Perciformes       | Acanthuridae   | Acanthurus triostegus      | nativo     | Convict surgeonfish              | Peixe-cirurgião-convicto (BR & PT)                                           | ---            |      |
| Myliobatiformes   | Aetobatidae    | Aetobatus narinari         | nativo     | Whitespotted eagle ray           | Raia chita (BR) & Ratão-pintado (PT)                                         | ---            |      |
| Myliobatiformes   | Aetobatidae    | Aetobatus ocellatus        | nativo     | Ocellated eagle ray              | Ratão-ocelado (PT)                                                           | Hihimanu       |      |
| Perciformes       | Scombridae     | Allothunnus fallai         | nativo     | Slender tuna                     | Atum-foguete (PT)                                                            | ---            |      |
| Lamniformes       | Alopiidae      | Alopias vulpinus           | nativo     | Thresher shark                   | Tubarão raposa (BR) & Zorro (PT)                                             | ---            |      |
| Tetraodontiformes | Monacanthidae  | Aluterus monoceros         | nativo     | Unicorn leatherjacket filefish   | Porquinho liso (BR) & Peixe-porco-unicórnio (PT)                             | Koreva         |      |
| Tetraodontiformes | Monacanthidae  | Aluterus scriptus          | nativo     | Scribbled leatherjacket filefish | Cangulo pavão (BR)                                                           | Paoa           |      |
| Perciformes       | Chaetodontidae | Amphichaetodon melbae      | nativo     | Narrow-barred butterflyfish      | Peixe borboleta de Juan Fernández (BR) & Peixe-borboleta-de-Melba (PT)       | ---            |      |
| Perciformes       | Labridae       | Anampses caeruleopunctatus | nativo     | Bluespotted wrasse               | Bodião-de-manchas-azuis (PT)                                                 | Mōri           |      |
| Perciformes       | Labridae       | Anampses elegans           | nativo     | Elegant wrasse                   | Bodião pavão do Pacífico Sul (BR) & Bodião-elegante (PT)                     | ---            |      |

| Ordem             | Família        | Espécie                 | Ocorrência | Nome em Inglês              | Nome em Português BR & PT                               | Nome local     | Foto |
| ----------------- | -------------- | ----------------------- | ---------- | --------------------------- | ------------------------------------------------------- | -------------- | ---- |
| Perciformes       | Labridae       | Anampses femininus      | nativo     | Blue-striped orange tamarin | ---                                                     | Pāhika         |      |
| Perciformes       | Labridae       | Anampses melanurus      | nativo     | White-spotted wrasse        | Bodião-de-manchas-brancas (PT)                          | ---            |      |
| Anguilliformes    | Muraenidae     | Anarchias seychellensis | nativo     | Seychelles moray            | Moréia-de-Seicheles (BR & PT)                           | ---            |      |
| Lophiiformes      | Antennariidae  | Antennarius randalli    | nativo     | Randall's frogfish          | Peixe sapo de Randall (BR)                              | Nohu iti iti   |      |
| Lophiformes       | Antennariidae  | Antennatus analis       | nativo     | Tailjet frogfish            | ---                                                     | ---            |      |
| Lophiformes       | Antennariidae  | Antennatus coccineus    | nativo     | Scarlet frogfish            | ---                                                     | Nohu iti iti   |      |
| Lophiformes       | Antennariidae  | Antennatus nummifer     | nativo     | Spotfin frogfish            | Peixe sapo de recife (BR)                               | ---            |      |
| Perciformes       | Caproidae      | Antigonia capros        | nativo     | Deepbody boarfish           | Peixe galo de fundo (BR) & Advim (PT)                   | ---            |      |
| Gadiformes        | Moridae        | Antimora rostrata       | nativo     | Blue antimora               | Mora-azul (PT)                                          | ---            |      |
| Perciformes       | Apogonidae     | Apogon chalcius         | endêmico   | ---                         | ---                                                     | ---            |      |
| Perciformes       | Apogonidae     | Apogon coccineus        | nativo     | Ruby cardinalfish           | Cardinal rubi (BR) & Alcarraz-rubi (PT)                 | ---            |      |
| Perciformes       | Apogonidae     | Apogon crassiceps       | nativo     | Transparent cardinalfish    | Cardinal transparente (BR) & Alcarraz-transparente (PT) | ---            |      |
| Perciformes       | Apogonidae     | Apogon kautamea         | nativo     | Rapanui cardinalfish        | ---                                                     | Mārau          |      |
| Perciformes       | Apogonidae     | Apogon rubrifuscus      | nativo     | Flathead cardinalfish       | Falso-alcarraz-rubi (PT)                                | Mārau          |      |
| Perciformes       | Apogonidae     | Apogon talboti          | nativo     | Flame cardinalfish          | Cardinal de Talbot (BR) & Alcarraz-de-Talbot (PT)       | ---            |      |
| Anguilliformes    | Ophichthidae   | Apterichtus australis   | nativo     | Snake eel                   | ---                                                     | ---            |      |
| Tetraodontiformes | Tetraodontidae | Arothron meleagris      | nativo     | Guineafowl puffer           | Baiacu da Guiné (BR) & Peixe-balão-da-Guiné (PT)        | Titeve kapovai |      |
| Pleuronectiformes | Soleidae       | Aseraggodes bahamondei  | nativo     | South Pacific sole          | Solha-de-Bahamonde (PT)                                 | Rahai          |      |
| Perciformes       | Trichiuridae   | Assurger anzac          | nativo     | Razorback scabbardfish      | ---                                                     | ---            |      |
| Syngnathiformes   | Aulostomidae   | Aulostomus chinensis    | nativo     | Chinese trumpetfish         | Peixe-trombeta-chinês (BR & PT)                         | Toto amo       |      |
| Perciformes       | Kyphosidae     | Bathystethus orientale  | nativo     | Silver knifefish            | ---                                                     | Matiro         |      |
| Perciformes       | Trichiuridae   | Benthodesmus elongatus  | nativo     | Elongate frostfish          | ---                                                     | ---            |      |
| Perciformes       | Labridae       | Bodianus unimaculatus   | nativo     | Red pigfish                 | Bodião-vermelho-da-Nova-Zelândia (BR & PT)              | Matuku         |      |
| Pleuronectiformes | Bothidae       | Bothus mancus           | nativo     | Flowery flounder            | Linguado havaiano (BR) & Carta-florida (PT)             | Rahai          |      |
| Ophidiiformes     | Ophidiidae     | Brotula multibarbata    | nativo     | Goatsbeard brotula          | Brotula japonesa (BR) & Abrótia (PT)                    | Toke           |      |
| Tetraodontiformes | Monacanthidae  | Cantherhines dumerilii  | nativo     | Whitespotted filefish       | ---                                                     | Kōreva         |      |
| Tetraodontiformes | Monacanthidae  | Cantherhines rapanui    | endêmico   | Rapanui filefish            | Peixe-porco-rapa-nui (PT)                               | Kōreva         |      |
| Tetraodontiformes | Monacanthidae  | Cantherhines tiki       | nativo     | Tiki filefish               | ---                                                     | ---            |      |

| Ordem             | Família          | Espécie                     | Ocorrência | Nome em Inglês                                       | Nome em Português BR & PT                                      | Nome local             | Foto |
| ----------------- | ---------------- | --------------------------- | ---------- | ---------------------------------------------------- | -------------------------------------------------------------- | ---------------------- | ---- |
| Tetraodontiformes | Tetraodontidae   | Canthigaster cyanetron      | endêmico   | Bluebelly toby                                       | Baiacu-anão-rapa-nui ou Baiacu-de-barriga-azulada (BR)         | ---                    |      |
| Perciformes       | Serranidae       | Caprodon longimanus         | nativo     | Pink maomao                                          | Maomao-rosa (BR & PT)                                          | Vare vare pua toromiro |      |
| Perciformes       | Carangidae       | Carangoides equula          | nativo     | Whitefin trevally                                    | ---                                                            | Po'opo'o               |      |
| Perciformes       | Carangidae       | Caranx lugubris             | nativo     | Black jack                                           | Xaréu preto (BR)                                               | Ruhi                   |      |
| Perciformes       | Carangidae       | Caranx sexfasciatus         | nativo     | Bigeye trevally                                      | ---                                                            | ---                    |      |
| Carcharhiniformes | Carcharhinidae   | Carcharhinus galapagensis   | nativo     | Galapagos shark                                      | Tubarão-das-Galápagos (BR & PT)                                | Māngo                  |      |
| Lamniformes       | Lamnidae         | Carcharodon carcharias      | nativo     | Great white shark                                    | Grande-tubarão-branco (BR & PT)                                | ---                    |      |
| Perciformes       | Pomacanthidae    | Centropyge hotumatua        | nativo     | Blackear angelfish or Hotumatua's angelfish          | Peixe-anjo-de-Hotumatua (BR & PT)                              | Kōtoti para            |      |
| Perciformes       | Chaetodontidae   | Chaetodon flavirostris      | nativo     | Black butterflyfish                                  | Peixe-borboleta-preto (PT)                                     | Tipi tipi              |      |
| Perciformes       | Chaetodontidae   | Chaetodon litus             | endêmico   | Easter Island butterflyfish or Rapanui butterflyfish | ---                                                            | Tipi tipi'uri          |      |
| Perciformes       | Chaetodontidae   | Chaetodon mertensii         | nativo     | Atoll butterflyfish                                  | ---                                                            | Tipi tipi              |      |
| Perciformes       | Chaetodontidae   | Chaetodon ornatissimus      | nativo     | Ornate butterflyfish                                 | Peixe-borboleta-ornato & Peixe-borboleta-palhaço (BR & PT)     | ---                    |      |
| Perciformes       | Chaetodontidae   | Chaetodon pelewensis        | nativo     | Sunset butterflyfish                                 | ---                                                            | Tipi tipi              |      |
| Perciformes       | Chaetodontidae   | Chaetodon smithi            | nativo     | Smith's butterflyfish                                | Peixe-borboleta-de-Smith (BR & PT)                             | Tipi tipi              |      |
| Perciformes       | Chaetodontidae   | Chaetodon unimaculatus      | nativo     | Teardrop butterflyfish                               | Peixe-borboleta-macha-de-lagrima (BR & PT)                     | Tipi tipi'uri          |      |
| Gonorynchiformes  | Chanidae         | Chanos chanos               | nativo     | Milkfish                                             | ---                                                            | ---                    |      |
| Perciformes       | Labridae         | Cheilio inermis             | nativo     | Cigar wrasse                                         | ---                                                            | Ure ure                |      |
| Perciformes       | Cheilodactylidae | Cheilodactylus gibbosus     | nativo     | Magpie morwong                                       | Peixe-bobo-australiano (PT)                                    | ---                    |      |
| Perciformes       | Cheilodactylidae | Cheilodactylus nigripes     | nativo     | Magpie perch                                         | Peixe-bobo-de-faixa-negra (PT)                                 | ---                    |      |
| Perciformes       | Cheilodactylidae | Cheilodactylus plessisi     | nativo     | Plessis' morwong                                     | Peixe-bobo-de-Plessis (PT)                                     | Ra'ea                  |      |
| Perciformes       | Cheilodactylidae | Cheilodactylus quadricornis | nativo     | Blackbarred morwong                                  | Peixe-bobo-japonês (PT)                                        | ---                    |      |
| Perciformes       | Cheilodactylidae | Cheilodactylus vestitus     | nativo     | Crested morwong                                      | ---                                                            | ---                    |      |
| Perciformes       | Cheilodactylidae | Cheilodactylus vittatus     | nativo     | Hawaiian morwong                                     | Peixe-bobo-havaiano (PT)                                       | ---                    |      |
| Perciformes       | Cheilodactylidae | Cheilodactylus zebra        | nativo     | Redlip morwong                                       | Falso-peixe-bobo-havaiano (PT)                                 | ---                    |      |
| Perciformes       | Cheilodactylidae | Cheilodactylus zonatus      | nativo     | Spottedtail morwong                                  | ---                                                            | ---                    |      |
| Beloniformes      | Exocoetidae      | Cheilopogon rapanouiensis   | nativo     | Easter Island flyingfish                             | Peixe-voador (BR & PT)                                         | ---                    |      |
| Tetraodontiformes | Diodontidae      | Chilomycterus reticulatus   | nativo     | Spotfin burrfish                                     | Baiacu de espinho (BR) & Peixe-balão-de-espinhos-cinzento (PT) | Titeve tara tara       |      |

| Ordem             | Família         | Espécie                             | Ocorrência   | Nome em Inglês                                | Nome em Português BR & PT                                             | Nome local           | Foto |  |
| ----------------- | --------------- | ----------------------------------- | ------------ | --------------------------------------------- | --------------------------------------------------------------------- | -------------------- | ---- |  |
| Perciformes       | Pomacentridae   | Chromis agilis                      | nativo       | Agile chromis                                 | Donzela-de-axila-preta (BR & PT)                                      | ---                  |      |  |
| Perciformes       | Pomacentridae   | Chromis mamatapara                  | endêmico     | Michel's chromis                              | Donzela-de-Michel (BR & PT)                                           | Māmata para          |      |  |
| Perciformes       | Pomacentridae   | Chromis randalli                    | endêmico     | Randall's chromis                             | Donzela-de-Randall (BR & PT)                                          | Māmata               |      |  |
| Perciformes       | Pomacentridae   | Chrysiptera rapanui                 | nativo       | Easter Island damselfish                      | Donzela-rapa-nui (BR & PT)                                            | Māmata               |      |  |
| Perciformes       | Blenniidae      | Cirripectes alboapicalis            | nativo       | Blackblotch blenny                            | Blênio de laguna pintado (BR)                                         | Pāroko               |      |  |
| Anguilliformes    | Congridae       | Conger cinereus                     | nativo       | Longfin african conger                        | Congro africano (BR) & Safio-africano (PT)                            | Ko'iro               |      |  |
| Perciformes       | Priacanthidae   | Cookeolus japonicus                 | nativo       | Longfinned bullseye                           | Olho de cão (BR) & Fura-vasos alfonsim (PT)                           | Tarakuero            |      |  |
| Perciformes       | Labridae        | Coris debueni                       | endêmico     | De Buen's coris                               | Bodião-de-De Buen (BR & PT)                                           | Tēteme               |      |  |
| Syngnathiformes   | Syngnathidae    | Cosmocampus howensis                | nativo       | Lord Howe pipefish                            | Peixe cachimbo de Lord Howe (BR)                                      | ---                  |      |  |
| Perciformes       | Creediidae      | Crystallodytes pauciradiatus        | nativo       | Rapanui sandburrower                          | ---                                                                   | ---                  |      |  |
| Beloniformes      | Exocoetidae     | Cypselurus simus                    | nativo       | Short-nosed flyingfish                        | Peixe-voador-de-nariz-curto (BR & PT)                                 | ---                  |      |  |
| Perciformes       | Carangidae      | Decapterus muroadsi                 | nativo       | Amberstripe scad                              | ---                                                                   | Ature                |      |  |
| Tetraodontiformes | Diodontidae     | Diodon holocanthus                  | nativo       | Longspined porcupinefish                      | Baiacu de espinho (BR) & Peixe-balão-de-espinhos-longos (PT)          | Titeve tara tara     |      |  |
| Tetraodontiformes | Diodontidae     | Diodon hystrix                      | nativo       | Spot-fin porcupinefish                        | Baiacu de espinho (BR)                                                | Titeve tara tara     |      |  |
| Perciformes       | Gempylidae      | Diplospinus multistriatus           | nativo       | Striped escolar                               | ---                                                                   | ---                  |      |  |
| Perciformes       | Echeneidae      | Echeneis naucrates                  | nativo       | Live sharksucker                              | Rêmora (BR & PT)                                                      | Paerati              |      |  |
| Perciformes       | Carangidae      | Elagatis bipinnulata                | nativo       | Rainbow runner                                | Arabaiana azul (BR) & Fogueteiro-arco-iris (PT)                       | Remo                 |      |  |
| Perciformes       | Emmelichthyidae | Emmelichthys karnellai              | nativo       | Karnella's rover                              | ---                                                                   | Ature ure            |      |  |
| Anguilliformes    | Muraenidae      | Enchelycore ramosa                  | nativo       | Mosaic moray                                  | Moréia-mosaico (BR & PT)                                              | Kōreha toko toko'ari |      |  |
| Clupeiformes      | Engraulidae     | Engraulis ringens                   | nativo       | Anchoveta                                     | Biqueirão-do-Perú (PT)                                                | Ature'eka            |      |  |
| Pleuronectiformes | Bothidae        | Engyprosopon arenicola              | nativo       | Fringelip dwarf flounder                      | ---                                                                   | Rahai                |      |  |
| Pleuronectiformes | Bothidae        | Engyprosopon regani                 | nativo       | Regan's flatfish                              | ---                                                                   | Rahai                |      |  |
| Perciformes       | Blenniidae      | Entomacrodus chapmani               | nativo       | Chapman's blenny                              | Blênio de Chapman (BR) & Marachomba-de-Chapman (PT)                   | Pāroko               |      |  |
| Perciformes       | Blenniide       | Entomacrodus niuafoouensis          | nativo       | Tatto-chin rockskipper                        | ---                                                                   | ---                  |      |  |
| Perciformes       | Emmelichthyidae | Erythrocles scintillans             | nativo       | Golden kali kali                              | Kali-kali (BR & PT)                                                   | Ature ure            |      |  |
| Perciformes       | Lutjanidae      | Etelis carbunculus                  | nativo       | Deep-water red snapper                        | ---                                                                   | Pāratoti             |      |  |
| Squaliformes      | Dalatiidae      | Euprotomicrus bispinatus            | nativo       | Pygmy shark                                   | Tubarão-pigmeu (BR & PT)                                              | ---                  |      |  |
| Perciformes       | Pentacerotidae  | Evistias acutirostris               | nativo       | Striped boarfish                              | Espartano listrado (BR)                                               | ---                  |      |  |
| Syngnathiformes   | Fistulariidae   | Fistularia commersonii              | nativo       | Bluespotted cornetfish                        | Peixe corneta de Commerson (BR)                                       | Toto amo hiku kio'e  |      |  |
| Perciformes       | Chaetodontidae  | Forcipiger flavissimus              | nativo       | Longnose butterflyfish                        | Peixe-borboleta-de-nariz-comprido (BR & PT)                           | Tipi tipi hoe        |      |  |
| Carcharhiniformes | Carcharhinidae  | Galeocerdo cuvier                   | nativo       | Tiger shark                                   | Tubarão-tigre (BR & PT)                                               | ---                  |      |  |
| Perciformes       | Gempylidae      | Gempylus serpens                    | nativo       | Snake mackerel                                | ---                                                                   | ---                  |      |  |
| Perciformes       | Girellidae      | Girella nebulosa                    | endêmico     | Rapanui nibbler                               | ---                                                                   | Māhaki               |      |  |
| Perciformes       | Carangidae      | Gnathanodon speciosus               | nativo       | Golden trevally                               | Xaréu-dourado (BR & PT)                                               | ---                  |      |  |
| Perciformes       | Gobiidae        | Gnatholepis pascuensis              | endêmico     | Rapanui goby                                  | ---                                                                   | ---                  |      |  |
| Anguilliformes    | Muraenidae      | Gymnothorax australicola            | nativo       | South Pacific moray                           | Moréia-do-Pacífico-Sul (BR & PT)                                      | ---                  |      |  |
| Anguilliformes    | Muraenidae      | Gymnothorax bathyphilus             | nativo       | Deep-dwelling moray                           | ---                                                                   | ---                  |      |  |
| Anguilliformes    | Muraenidae      | Gymnothorax eurostus                | nativo       | Abott's moray                                 | Moréia-de-Abott (BR & PT)                                             | Kōreha puhi          |      |  |
| Anguilliformes    | Muraenidae      | Gymnothorax nasuta                  | nativo       | Easter Island Moray                           | Moréia-da-Ilha-de-Páscoa (BR & PT)                                    | Kōreha mingo         |      |  |
| Anguiliformes     | Muraenidae      | Gymnothorax porphyreus              | nativo       | Lowfin moray                                  | ---                                                                   | Kōreha ha'oko        |      |  |
| Perciformes       | Chaetodontidae  | Hemitaurichthys multispinosus       | nativo       | Many-spined butterflyfish                     | ---                                                                   | ---                  |      |  |
| Perciformes       | Priacanthidae   | Heteropriacanthus cruentatus        | nativo       | Glasseaye                                     | Olho de cão (BR)                                                      | Mata uira            |      |  |
| Hexanchiformes    | Hexanchidae     | Hexanchus griseus                   | nativo       | Bluntnose sixgill shark                       | Cação bruxa (BR) & Tubarão-albafar (PT)                               | ---                  |      |  |
| Perciformes       | Serranidae      | Hypoplectrodes semicinctum          | nativo       | ---                                           | ---                                                                   | ---                  |      |  |
| Beloniformes      | Hemiramphidae   | Hyporhamphus acutus                 | nativo       | Pacific halfbeak                              | Peixe-agulha-do-Pacífico (BR & PT)                                    | Ihe                  |      |  |
| Anguilliformes    | Ophichthidae    | Ichthyapus vulturis                 | nativo       | Vulture sand eel                              | ---                                                                   | ---                  |      |  |
| Squaliformes      | Dalatiidae      | Isistius brasiliensis               | nativo       | Cookie cutter shark                           | Tubarão charuto (BR & PT)                                             | ---                  |      |  |
| Perciformes       | Istiophoridae   | Istiophorus platypterus             | nativo       | Indo-Pacific sailfish                         | Agulhão Vela do Indo-Pacífico (BR) & Peixe-vela-do-Indo-Pacífico (PT) | ---                  |      |  |
| Lamniformes       | Lamnidae        | Isurus oxyrinchus                   | nativo       | Shortfin mako                                 | Mako (BR & PT)                                                        | ---                  |      |  |
| Perciformes       | Cirrhitidae     | Itycirrhitus wilhelmi               | nativo       | Wilhelm's hawkfish                            | Peixe-falcão-de-Wihelm (BR & PT)                                      | Piliko'a             |      |  |
| Perciformes       | Scombridae      | Katsuwonus pelamis                  | questionável | Skipjack tuna                                 | Bonito (BR)                                                           | ---                  |      |  |
| Perciformes       | Gobiidae        | Kelloggella disalvoi                | endêmico     | Disalvo's goby                                | Gobio-de-Disalvo (BR & PT)                                            | Pāroko               |      |  |
| Perciformes       | Kuhliidae       | Kuhlia nutabunda                    | endêmico     | Rapanui flagtail                              | ---                                                                   | Māhore               |      |  |
| Perciformes       | Kyphosidae      | Kyphosus bigibbus                   | nativo       | Brown chub                                    | ---                                                                   | ---                  |      |  |
| Perciformes       | Kyphosidae      | Kyphosus sandwicensis               | nativo       | Pacific chub                                  | ---                                                                   | Nānue                |      |  |
| Tetraodontiformes | Ostraciidae     | Lactoria diaphana                   | nativo       | Roundbelly cowfish                            | Peixe-vaca (BR & PT)                                                  | Momo tara            |      |  |
| Tetraodontiformes | Ostraciidae     | Lactoria fornasini                  | nativo       | Thornback cowfish                             | Peixe-vaca (BR & PT)                                                  | Momo tara            |      |  |
| Tetraodontiformes | Ostraciidae     | Lactoria paschae                    | endêmico     | ---                                           | ---                                                                   | ---                  |      |  |
| Lampriformes      | Lampridae       | Lampris guttatus                    | nativo       | Opah                                          | Opah (BR) & Peixe-cravo (PT)                                          | ---                  |      |  |
| Perciformes       | Gempylidae      | Lepidocybium flavobrunneum          | nativo       | Escolar                                       | Escolar-preto (PT)                                                    | ---                  |      |  |
| Perciformes       | Scaridae        | Leptoscarus vaigiensis              | nativo       | Marbled parrotfish                            | Peixe-papagaio-prego (BR & PT)                                        | 'Uhuhanga            |      |  |
| Perciformes       | Serranidae      | Luzonichthys kiomeamea              | endêmico     | Rapanui splitfin                              | Anthias-rapa-nui (BR & PT)                                            | ---                  |      |  |
| Tetraodontiformes | Molidae         | Mola alexandrini                    | questionável | Bumphead sunfish or Ramsay's sunfish          | Peixe-lua-gigante ou Peixe-lua-de-Ramsay (BR & PT)                    | ---                  |      |  |
| Anguilliformes    | Moringuidae     | Moringua ferruginea                 | nativo       | Rusty spaghetti eel                           | ---                                                                   | ---                  |      |  |
| Perciformes       | Mullidae        | Mulloidichthys flavolineatus        | nativo       | Yellowstripe goatfish                         | Trilha de listra amarela do Pacífico (BR)                             | 'A'avere             |      |  |
| Perciformes       | Mullidae        | Mulloidichthys vanicolensis         | nativo       | Yellowfin goatfish                            | ---                                                                   | 'A'avere             |      |  |
| Beryciformes      | Holocentridae   | Myripristis chryseres               | nativo       | Yellowfin soldierfish                         | ---                                                                   | ---                  |      |  |
| Beryciformes      | Holocentridae   | Myripristis tiki                    | nativo       | Tiki soldierfish                              | Peixe soldado tiki (BR)                                               | Mārau                |      |  |
| Perciformes       | Acanthuridae    | Naso brevirostris                   | nativo       | Spotted unicornfish or Paletail unicornfish   | Naso de cauda palida (BR) & Peixe-unicórnio-de-nariz-comprido (PT)    | ---                  |      |  |
| Perciformes       | Acanthuridae    | Naso unicornis                      | questionável | Bluespine unicornfish                         | Naso azul (BR) & Peixe-unicórnio-de-espigão-azul (PT)                 | ---                  |      |  |
| Perciformes       | Gempylidae      | Nealotus tripes                     | nativo       | Black snake mackerel                          | Peixe-coelho-de-natura (PT)                                           | ---                  |      |  |
| Perciformes       | Labridae        | Notolabrus inscriptus               | nativo       | Inscribed wrasse                              | Bodião cinzento australiano (BR)                                      | ---                  |      |  |
| Perciformes       | Labridae        | Novaculops koteamea                 | nativo       | Rapanui sandy                                 | ---                                                                   | Kōtea mea            |      |  |
| Ophidiiformes     | Ophidiidae      | Ophidion exul                       | nativo       | Exile cusk eel or Marquesas cusk eel          | Brotula de Marquesas (BR)                                             | ---                  |      |  |
| Perciformes       | Apoginidae      | Ostorhinchus apogonoides            | nativo       | Short-tooth cardinalfish                      | ---                                                                   | ---                  |      |  |
| Perciformes       | Apoginidae      | Ostorhinchus chalcius               | nativo       | ---                                           | ---                                                                   | ---                  |      |  |
| Perciformes       | Lutjanidae      | Parapristipomoides squamimaxillaris | nativo       | Scalemouth jobfish                            | ---                                                                   | Pāratoti             |      |  |
| Perciformes       | Mullidae        | Parupeneus orientalis               | endêmico     | Rapanui goatfish                              | ---                                                                   | Ahúru                |      |  |
| Perciformes       | Gobiidae        | Pascua caudilinea                   | endêmico     | Pascua goby                                   | ---                                                                   | ---                  |      |  |
| Perciformes       | Pentacerotidae  | Pentaceros decacanthus              | nativo       | Bigspined boarfish                            | Espartano de espinhos (BR)                                            | Tipi tipi tara       |      |  |
| Beloniformes      | Belonidae       | Platybelone argalus platyura        | nativo       | Keeled neddlefish                             | Peixe-agulha-de-Bennett (BR & PT)                                     | Ihe                  |      |  |
| Perciformes       | Serranidae      | Plectranthias ahiahiata             | endêmico     | ---                                           | ---                                                                   | ---                  |      |  |
| Perciformes       | Serranidae      | Plectranthias parini                | nativo       | Parin's anthias                               | Anthias-de-Parin (BR & PT)                                            | ---                  |      |  |
| Beryciformes      | Holocentridae   | Plectrypops lima                    | nativo       | Shy soldierfish                               | Peixe soldado de recife do Pacífico (BR)                              | Mārau kape           |      |  |
| Perciformes       | Polyprionidae   | Polyprion oxygeneios                | nativo       | Hapuku wreckfish                              | Hapuka (BR)                                                           | Kōpuku haharoa       |      |  |
| Perciformes       | Priacanthidae   | Priacanthus hamrur                  | nativo       | Moontail bullseye                             | Olho de cão malaio (BR) & Fura-vasos-espelhudo (PT)                   | ---                  |      |  |
| Perciformes       | Priacanthidae   | Priacanthus nasca                   | endêmico     | Nasca bigeye                                  | Olho de cão rapa nui (BR)                                             | Mata uira            |      |  |
| Perciformes       | Gobiidae        | Priolepis psygmophilia              | nativo       | Latticed goby                                 | ---                                                                   | ---                  |      |  |
| Perciformes       | Gobiidae        | Priolepis squamogema                | nativo       | Scaledcheek goby                              | Gobio listrado de Pitcairn (BR)                                       | ---                  |      |  |
| Carcharhiniformes | Carcharhinidae  | Prionace glauca                     | nativo       | Blue shark                                    | Tubarão-azul (BR & PT)                                                | ---                  |      |  |
| Beryciformes      | Holocentridae   | Pristilepis oligolepis              | nativo       | Spinyface soldierfish                         | ---                                                                   | Mārau hiva           |      |  |
| Perciformes       | Gempylidae      | Promethichthys prometheus           | nativo       | Roudi escolar                                 | ---                                                                   | ---                  |      |  |
| Perciformes       | Carangidae      | Pseudocaranx dentex                 | nativo       | White trevally                                | Encharéu (BR)                                                         | Po'opo'o             |      |  |
| Perciformes       | Serranidae      | Pseudogramma australis              | nativo       | Pascua podge                                  | ---                                                                   | ---                  |      |  |
| Perciformes       | Labridae        | Pseudolabrus fuentesi               | nativo       | Fuentesi's wrasse                             | Bodião-de-Fuentesi (BR & PT)                                          | Kōtea                |      |  |
| Perciformes       | Labridae        | Pseudolabrus semifasciatus          | endêmico     | Halfbarred wrasse                             | Bodião-de-bandas-largas (PT)                                          | Kōtea hiva           |      |  |
| Myliobatiformes   | Dasyatidae      | Pteroplatytrygon violacea           | nativo       | Pelagic stingray                              | Arraia pelágica (BR) & Raia-de-alto-mar (PT)                          | ---                  |      |  |
| Scorpaeniformes   | Triglidae       | Pterygotrigla picta                 | nativo       | Spotted gurnard                               | ---                                                                   | Tara tara            |      |  |
| Perciformes       | Gempylidae      | Rexea antefurcata                   | nativo       | Long-finned escolar                           | ---                                                                   | ---                  |      |  |
| Perciformes       | Gempylidae      | Rexea brevilineata                  | nativo       | Short-lined escolar                           | ---                                                                   | ---                  |      |  |
| Orectolobiformes  | Rhincodontidae  | Rhincodon typus                     | nativo       | Whale shark                                   | Tubarão-baleia (BR & PT)                                              | ---                  |      |  |
| Scorpaeniformes   | Scorpaenidae    | Rhinopias cea                       | endêmico     | Cea's scorpionfish                            | ---                                                                   | ---                  |      |  |
| Perciformes       | Gempylidae      | Ruvettus pretiosus                  | nativo       | Oilfish                                       | Cavala africana (BR)                                                  | ---                  |      |  |
| Beryciformes      | Holocentridae   | Sargocentron punctatissimum         | nativo       | Speckled squirrelfish                         | ---                                                                   | Mārau hiva           |      |  |
| Beryciformes      | Holocentridae   | Sargocentron wilhelmi               | endêmico     | Wilhelm's squirrelfish                        | Peixe esquilo de Wilhelm (BR)                                         | Mārau hiva           |      |  |
| Perciformes       | Centrolophidae  | Schedophilus velaini                | nativo       | Violet warehou                                | Warehou-comum (PT)                                                    | Ra'i ra'ionga        |      |  |
| Perciformes       | Schindleriidae  | Schindleria praematura              | nativo       | Schindler's fish                              | ---                                                                   | ---                  |      |  |
| Anguilliformes    | Ophichthidae    | Schismorhynchus labialis            | nativo       | Grooved-jaw worm eel                          | Enguia-fantasma-australiana (PT)                                      | ---                  |      |  |
| Scorpaeniformes   | Scorpaenidae    | Scorpaena orgila                    | endêmico     | Bold scorpionfish                             | ---                                                                   | Nohu                 |      |  |
| Scorpaeniformes   | Scorpaenidae    | Scorpaena pascuensis                | endêmico     | ---                                           | ---                                                                   | ---                  |      |  |
| Scorpaeniformes   | Scorpaenidae    | Scorpaenodes englerti               | nativo       | Englert's scorpionfish                        | Peixe pedra de Englert (BR) & Rascasso-de-Englert                     | Nohu                 |      |  |
| Perciformes       | Carangidae      | Seriola lalandi                     | nativo       | Yellowtail amberjack                          | Olho de boi (BR) & Charuteiro-azeite (PT)                             | Toremo               |      |  |
| Tetraodontiformes | Tetraodontidae  | Sphoeroides pachygaster             | nativo       | Blunthead puffer                              | Baiacu taiwanês ou Baiacu liso pelágico (BR)                          | Titeve hue hue       |      |  |
| Perciformes       | Sphyraenidae    | Sphyraena helleri                   | nativo       | Heller's baracuda                             | Barracuda-de-Heller (BR & PT)                                         | Ti'atao              |      |  |
| Squaliformes      | Squalidae       | Squalus mitsukurii                  | nativo       | Shortspine spurdog                            | Cação japonês (BR) & Quelme-mitsukuri (PT)                            | ---                  |      |  |
| Perciformes       | Pomacentridae   | Stegastes fasciolatus               | nativo       | Pacific gregory                               | Castanheta-do-Pacífico (PT)                                           | Kōtoti               |      |  |
| Perciformes       | Callionymidae   | Synchiropus randalli                | nativo       | Randall's dragonet                            | ---                                                                   | ---                  |      |  |
| Aulopiformes      | Synodontidae    | Synodus capricornis                 | nativo       | Capricorn lizardfish                          | Peixe lagarto do Trópico de Capricórnio (BR)                          | ---                  |      |  |
| Aulopiformes      | Synodontidae    | Synodus isolatus                    | endêmico     | Rapanui lizardfish                            | ---                                                                   | Pāpa hakatara        |      |  |
| Perciformes       | Labridae        | Thalassoma lutescens                | nativo       | Yellow-brown wrasse                           | Bodião-sol (BR & PT)                                                  | Mōri vaihi           |      |  |
| Perciformes       | Labridae        | Thalassoma purpureum                | nativo       | Surge wrasse                                  | Bodião-verde-turquesa (BR & PT)                                       | Kākaka               |      |  |
| Tetraodontiformes | Monacanthidae   | Thamnaconus paschalis               | endêmico     | Easter Island filefish                        | ---                                                                   | Kōreva               |      |  |
| Perciformes       | Scombridae      | Thunnus alalunga                    | nativo       | Albacore                                      | Albacora (BR & PT)                                                    | ---                  |      |  |
| Perciformes       | Scombridae      | Thunnus albacares                   | nativo       | Yellowfin tuna                                | Albacora cachorra (BR) & Albacora-da-lage (PT)                        | ---                  |      |  |
| Perciformes       | Scombridae      | Thunnus obesus                      | nativo       | Bigeye tuna                                   | Atum-patudo (BR & PT)                                                 | ---                  |      |  |
| Perciformes       | Serranidae      | Trachypoma macracanthus             | nativo       | Toadstool grouper                             | Garoupa-sapo-autraliana (BR & PT)                                     | Kōpuku kava          |      |  |
| Perciformes       | Gobiidae        | Trimma unisquame                    | nativo       | Blackmargin pygmy goby or Onescale dwarf goby | ---                                                                   | ---                  |      |  |
| Tetraodontiformes | Balistidae      | Xanthichthys mento                  | nativo       | Redtail triggerfish                           | Cangulo de cauda vermelha (BR)                                        | Kokiri               |      |  |
| Perciformes       | Zanclidae       | Zanclus cornutus                    | nativo       | Moorish idol                                  | Mourisco-idolo (BR & PT)                                              | Tipi tipi ariki      |      |  |